# Coupe de France 1998/99
Het seizoen 1998/99 was het 82e seizoen van de Coupe de France in het voetbal. Het toernooi werd georganiseerd door de Franse voetbalbond.
Dit seizoen namen er 5957 clubs deel. De competitie ging in de zomer van 1998 van start en eindigde op 15 mei 1999 met de finale in het Stade de France in Saint-Denis. De finale werd gespeeld tussen FC Nantes (voor de zevende keer finalist) en CS Sedan (voor de vierde keer finalist). FC Nantes veroverde voor de tweede keer de beker door CS Sedan met 1-0 te verslaan.
Als bekerwinnaar nam FC Nantes in het seizoen 1999/2000 deel in de UEFA Cup.

## Uitslagen

### 1/32 finale
De 18 clubs van de Division 1 kwamen in deze ronde voor het eerst in actie. De wedstrijden werden op 23 en 24 januari en 9 februari (2e wedstrijd tussen St.Germain-Thouars) gespeeld.
 * = thuis; ** drie wedstrijden werden op neutraal terrein gespeeld; *** 1e wedstrijd (in Angers) werd na 67 minuten afgebroken vanwege dichte mist, de 2e wedstrijd werd in Poitiers gespeeld. 
| Winnaar                        | Uitslag      | Verliezer                  |
| ------------------------------ | ------------ | -------------------------- |
| FC Nantes                      | 1-0          | La Roche Vendée Football * |
| CS Sedan                       | 3-0          | FC Chaumont *              |
| Olympique Nîmes                | 3-1          | FC Istres *                |
| Le Mans UC *                   | 4-1          | CS Louhans-Cuiseaux        |
| EA Guingamp *                  | 1-0          | Red Star 93                |
| Olympique Grand Rouen *        | 1-0          | FC Sarrebourg              |
| AS Angoulême Charentes         | 4-1          | Eveil Mende *              |
| Stade Laval *                  | 1-0          | AS Nancy                   |
| FC Metz *                      | 1-0          | Girondins Bordeaux         |
| Amiens SC *                    | 1-1 ns (5-4) | AS Monaco                  |
| US Saint-Georges-Les Ancizes * | 1-1 ns (5-4) | FC Martigues               |
| Clermont Foot                  | 1-0          | Rodez AF *                 |
| Lille OSC                      | 2-0          | SU Dives **                |
| US Montagnarde **              | 0-0 ns (3-1) | USO Normande Mondeville    |
| Troyes AC *                    | 2-1          | Montpellier HSC            |
| RC Lens *                      | 5-2 nv       | JA Armenttières            |

| Winnaar                     | Uitslag         | Verliezer                  |
| --------------------------- | --------------- | -------------------------- |
| Paris Saint-Germain         | 2-0 ***; 2-1 nv | Thouars Foot 79 **         |
| Dijon FCO *                 | 2-1             | SC Bastia                  |
| Grenoble Foot 38            | 3-0             | ASC Monts d’Or Chasselay * |
| Stade Rennes *              | 4-0 nv          | JS Coulaines               |
| RC Strasbourg               | 0-0 ns (3-2)    | Chamois Niort FC *         |
| FC Saint-Denis Saint-Leu ** | 1-0             | Angers SCO                 |
| SO Châtellerault *          | 2-2 ns (6-5)    | Fontenay Vendée Football   |
| LB Châteauroux *            | 1-0             | Olympique Lyon             |
| ES Wasquehal **             | 3-2             | US Valenciennes-Anzin      |
| Le Havre AC                 | 2-0 nv          | FC Blagnac **              |
| FC Sochaux *                | 3-1             | AS Beauvais Oise           |
| Jura Sud Foot **            | 1-1 ns (8-7)    | Toulouse FC                |
| US Boulogne                 | 2-1             | AS Pierrots Vauban         |
| Paris FC 2000 *             | 1-0             | FC Lorient                 |
| Gazélec FCO Ajaccio *       | 1-1 ns (4-2)    | OGC Nice                   |
| Olympique Marseille *       | 2-0             | AJ Auxerre                 |

### 1/16 finale
De wedstrijden werden op 19, 20 en 21 februari gespeeld.
 * = thuis; ** vier wedstrijden werden op neutraal terrein gespeeld. 
| Winnaar                  | Uitslag      | Verliezer                |
| ------------------------ | ------------ | ------------------------ |
| FC Nantes                | 1-1 ns (5-4) | Paris Saint-Germain *    |
| CS Sedan                 | 4-0          | Dijon FCO *              |
| Olympique Nîmes          | 3-2 nv       | Grenoble Foot 38 *       |
| Le Mans UC *             | 2-0          | Stade Rennes             |
| EA Guingamp *            | 2-1 nv       | RC Strasbourg            |
| Olympique Grand Rouen *  | 2-0          | FC Saint-Denis Saint-Leu |
| AS Angoulême Charentes * | 1-0          | SO Châtellerault         |
| Stade Laval              | 2-1          | LB Châteauroux *         |

| Winnaar                         | Uitslag      | Verliezer             |
| ------------------------------- | ------------ | --------------------- |
| FC Metz                         | 2-0          | ES Wasquehal *        |
| Amiens SC *                     | 1-0          | Le Havre AC           |
| US Saint-Georges-Les Ancizes ** | 1-0          | FC Sochaux            |
| Clermont Foot *                 | 4-1          | Jura Sud Foot         |
| Lille OSC                       | 2-1          | US Boulogne *         |
| US Montagnarde **               | 4-0          | Paris FC 2000         |
| Troyes AC                       | 1-1 ns (3-1) | Gazélec FCO Ajaccio * |
| RC Lens *                       | 3-1          | Olympique Marseille   |

### 1/8 finale
De wedstrijden werden op 13 en 14 maart gespeeld.
 * = thuis; ** twee wedstrijden werden op neutraal terrein gespeeld. 
| Winnaar         | Uitslag | Verliezer                       |
| --------------- | ------- | ------------------------------- |
| FC Nantes       | 3-1     | FC Metz *                       |
| CS Sedan        | 2-1     | Amiens SC *                     |
| Olympique Nîmes | 2-0     | US Saint-Georges-Les Ancizes ** |
| Le Mans UC      | 2-0     | Clermont Foot *                 |

| Winnaar                  | Uitslag      | Verliezer        |
| ------------------------ | ------------ | ---------------- |
| EA Guingamp *            | 1-0          | Lille OSC        |
| Olympique Grand Rouen    | 2-0 nv       | US Montagnarde * |
| AS Angoulême Charentes * | 1-0          | Troyes AC        |
| Stade Laval              | 1-1 ns (4-2) | RC Lens *        |

### Kwartfinale
De wedstrijden werden op 8,9 en 11 april gespeeld.
 * = thuis; ** Nimes-Angoulême in Poitiers. 
| Winnaar         | Uitslag | Verliezer                |
| --------------- | ------- | ------------------------ |
| FC Nantes *     | 2-0     | EA Guingamp              |
| CS Sedan        | 2-0     | Olympique Grand Rouen *  |
| Olympique Nîmes | 2-0     | AS Angoulême Charentes * |
| Le Mans UC *    | 3-1     | Stade Laval              |

### Halve finale
De wedstrijden werden op 27 (Sedan-Le Mans) en 28 april (Nantes-Nimes) gespeeld.
 * = thuis 
| Winnaar     | Uitslag | Verliezer       |
| ----------- | ------- | --------------- |
| FC Nantes * | 1-0     | Olympique Nîmes |
| CS Sedan *  | 4-3 nv  | Le Mans UC      |

### Finale
De wedstrijd werd op 15 mei 1999 gespeeld in het Stade de France in Saint-Denis voor 78.586 toeschouwers. De wedstrijd stond onder leiding van scheidsrechter Pascal Garibian.
| Winnaar                     | Uitslag | Finalist |
| --------------------------- | ------- | -------- |
| FC Nantes                   | 1-0     | CS Sedan |
| Olivier Monterrubio (s) 57' |         |          |